# 3a cerimònia dels Lumières
La 3a cerimònia dels Lumières de la Premsa Internacional, aleshores anomenada Lumières de París, va tenir lloc el 15 de desembre de 1997. Va ser presentat per Fanny Ardant i fou emesa per Paris Première.

## Palmarès
- Milor pel·lícula :
  - Marius et Jeannette de Robert Guédiguian
- Millor director :
  - Luc Besson per El cinquè element
- Millor actriu :
  - Miou-Miou pel paper de Nicole a Nettoyage à sec
- Millor actor :
  - Michel Serrault pel paper de Victor a Rien ne va plus
- Millor guió :
  - Manuel Poirier i Jean-François Goyet per Western –
- Millor pel·lícula estrangera :
  - Tocant el vent de Mark Herman